# Fédération bissaoguinéenne de handball
La Fédération bissaoguinéenne de handball est l'organisation nationale de handball en Guinée-Bissau. L'association représente les équipes nationales masculines et féminines de handball. Elle a pour but d'organiser, de promouvoir et de réguler le handball dans le pays. Elle est membre de la Fédération Internationale de Handball depuis 1992 et de la Confédération africaine de handball. Son président est Quecuta Indjai.